# NGC 7227
NGC 7227 é uma galáxia lenticular (S0) localizada na direcção da constelação de Lacerta. Possui uma declinação de +38° 43' 15" e uma ascensão recta de 22 horas, 11 minutos e 31,3 segundos.
A galáxia NGC 7227 foi descoberta em 1 de Setembro de 1872 por Édouard Jean-Marie Stephan.